# @field
Az @field minigolf-flipper-játék, melyet a Sonic Powered fejlesztett és jelentetett meg PlayStation Vita kézikonzolra. A játék eredetileg a Vita nyitócímei közé tartozott volna, azonban végül 2012. március 29-én, három hónappal a konzol piacra kerülése után jelent meg Japánban. Az @field a minigolf és a flipper elemeit kombinálja, irányítása kihasználja a Vita giroszkópjai adta lehetőségeket. A szoftver lehetőséget biztosít egyedi pályák készítésére, amiket a játékosok meg is oszthatnak egymással.